# Richard Ewen Borcherds
Richard Ewen Borcherds (* 29. listopadu 1959 Kapské Město, Jihoafrická republika) je britský matematik. Zabývá se především teorií grup, Lieovými algebrami, automorfickými formami, teorií čísel a matematickou fyzikou. V roce 1998 obdržel Fieldsovu medaili.